# 5.7x28mm弾

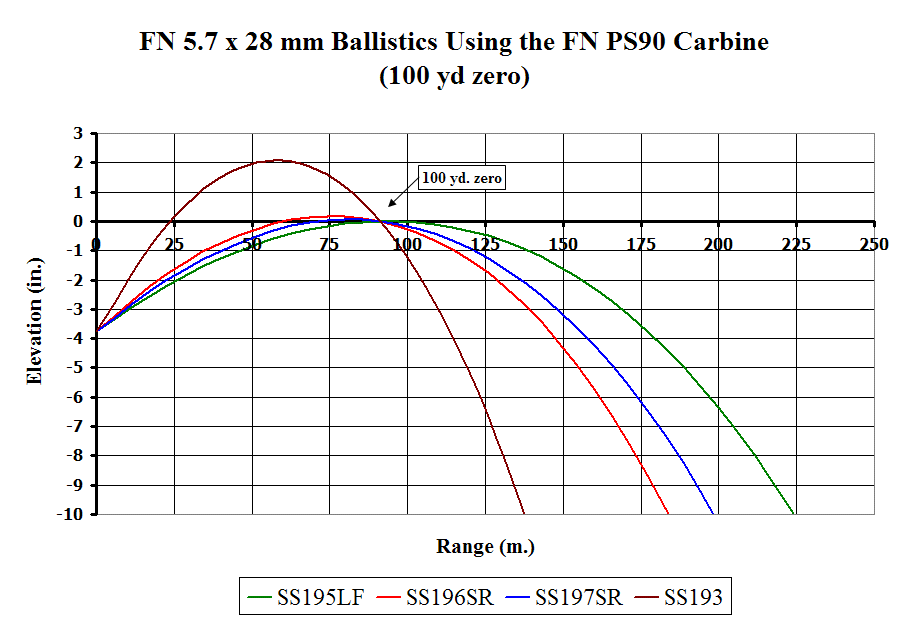
100ヤードでゼロインした際の弾道

5.7x28mm弾はベルギーのファブリックナショナル(FN)が開発した汎用小口径高速弾である。
口径は5.7mmで、薬莢は通常のライフル弾のようなボトルネック形状となっている。火薬量が拳銃弾なみに少なく、また弾体も軽量なため発射時の反動が小さいが、小口径であるため700m/s近い銃口初速を得る。これは近年広まりつつあるボディアーマーに対して、それを貫通し敵を効果的に倒すことを目的に開発されたものである。

## 概要
近年、ボディアーマーを装備する兵士が増加し、従来の拳銃弾を使用する拳銃やサブマシンガンなどがほとんど効果を持たなくなった戦場において、これらに対抗する新しい弾丸として大きな効果を発揮できるようFN社によって開発されたのがFN 5.7x28mm弾で、最初のSS90は1990年に導入された。
1993年に発表されたSS190ではボディアーマーに対して大きな効果があるとFN社では盛んにアピールしているが、一部の軍・警察関係者はSS190は弾体重量が非常に軽いため、弾着時のパンチ力（ストッピングパワー）に欠けると考え、SS190の効果のほどに対して懐疑的であるという。
これに対してFN社は、試験においては、SS190 および同様の 5.7×28mm 弾体は、弾道ゼラチンまたは他の試験用媒体内を通過する際に、常によろめく(のたうつ)ような運動をしており、これによって21.6mmの弾体の全長を使って傷害腔をより広げる働きをしているとしている。 ただし、ある者はこの弾体の終末弾道効果については懐疑的であり、米国の民間シューターの間では論議の的となっている。
2004年に、拳銃による暴力防止を目的としたブレイディキャンペーンから、Five-seveNから発射されたSS192ホローポイント弾（民間人でも所有可能な5.7mm弾）は、レベルIIAのボディアーマーを貫通する能力があると指摘され、アメリカ合衆国国内で論議が巻き起こった。しかし、この批判の具体的な根拠が証明されなかった上、市販される全ての狩猟用ライフル装弾と一部の拳銃弾でもクラスIIAのアーマーを撃ち抜くことができるため、この批判は的を射たものではなかった。実際BATFE（連邦アルコール・タバコ・火器・爆発物取り締まり局）ではSS192は貫徹弾であるという指定は受けておらずアメリカ合衆国においては民間人による所有も合法的なものとなっている。しかし、この批判を受けてFNはSS192の民間市場での販売を中止し、代わりにSS196SR（SRはSporting Round、スポーツ弾薬の略）の販売を開始した。SS196SRの弾頭にはポリカーボネートが使用されており、弾着と同時に弾が潰れて貫通力が落ちるほか、弾体重量がSS192より重いために銃口初速も下がっている。
5.7x28mm弾には薬莢にテーパーが掛かっていないため、一度薬室に入れると薬室と薬莢のコンタクトが大きく、抜弾することが難しくなるためにそれを防ぐ目的で摩擦係数の低いポリマーコートが薬莢に施されている。この処理によって、P90においてはマガジンから90度回転して薬室に送り込まれるにも拘らずスムーズに装弾される。
2021年2月25日、5.7x28弾が北大西洋条約機構の標準弾薬（STANAG 4509）に認定されたとFN社が発表した。なお、ライバルであるH&K社が開発した4.6x30mm弾もNATOに採用されている。

## 装弾の種類

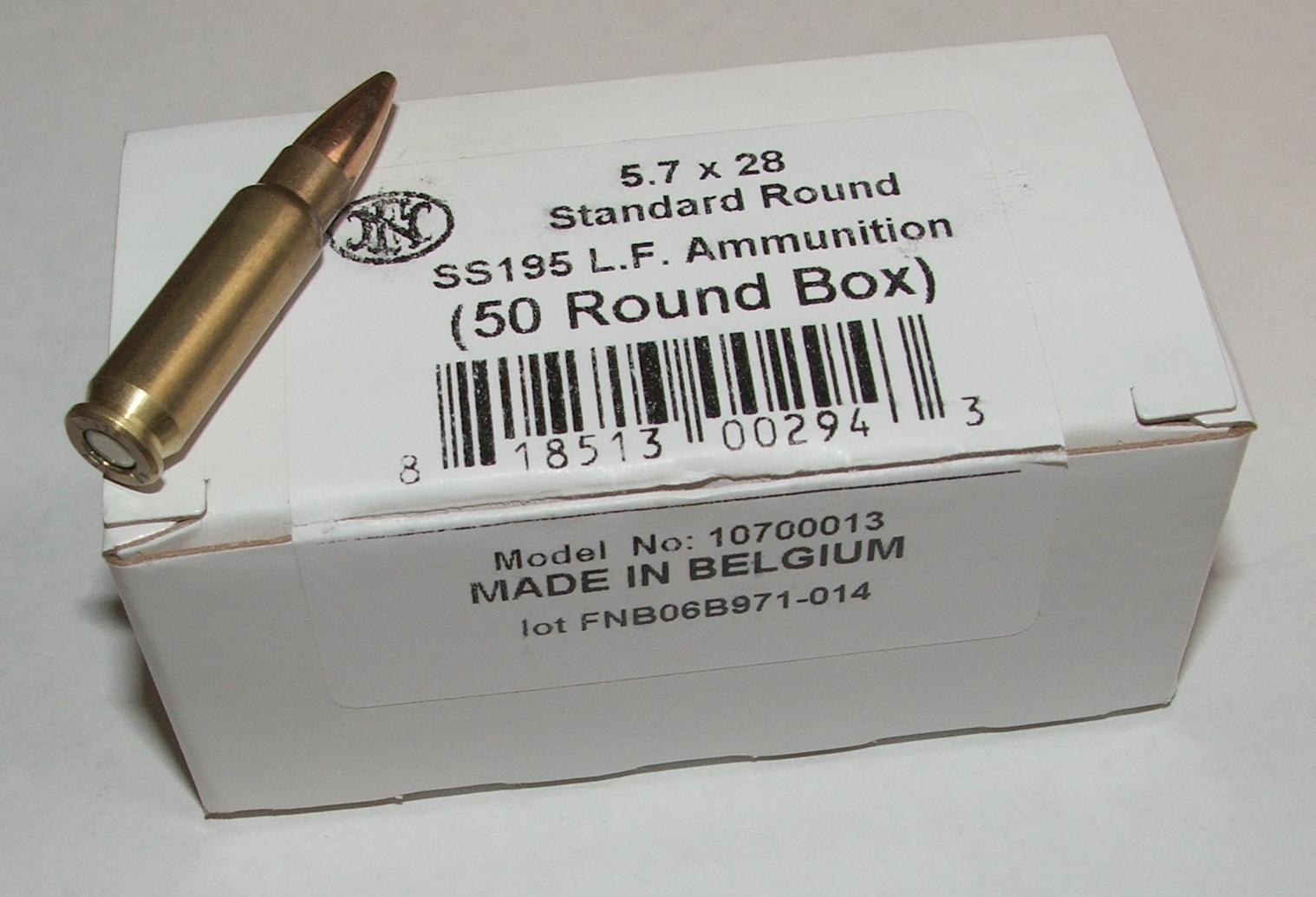
SS195LF

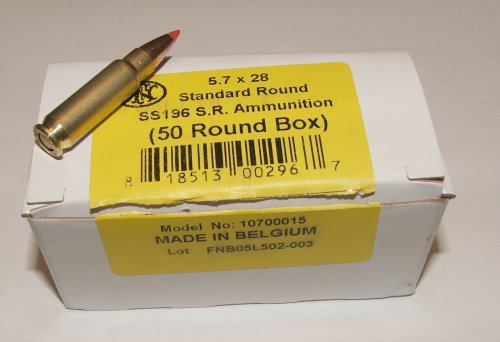
SS196SR

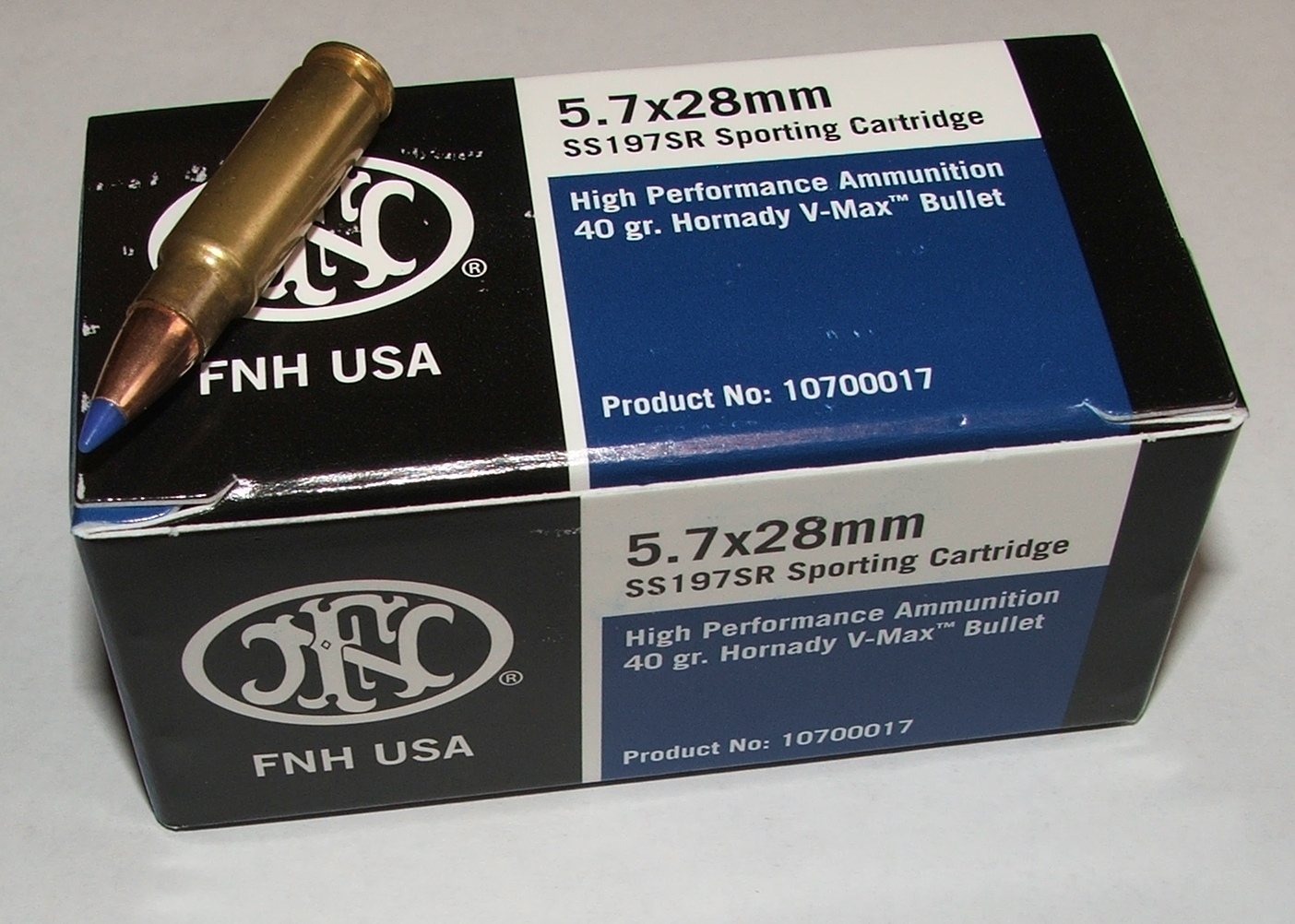
SS197SR

SS90　通常弾
SS90は開発初期のプロトタイプである。これは弾芯にポリマーを使った弾体重量1.5gの軽量弾である。後にFive-seveN用に全長を短くし、精度、貫通力を改良したSS190の登場により廃盤となった。
SS190　通常弾
SS190フルメタルジャケット弾はボディーアーマーを貫通できる貫徹弾である。アルミ製の弾芯と鉄製の貫徹体をもつ。FN社によるとSS190は通常の拳銃弾に対して効果のあるレベルIIのボディーアーマーを貫通させることは可能であるが、5.56mm NATO弾を止めることができるレベルIIIのボディーアーマーを撃ち抜くことはできないという。各当局による、人間の肉体と同強度をもつゼラチンの塊に対しての発射実験でSS190は約25-32cmの弾頭浸透力があったという。又、跳弾による二次被害を防ぐために前述の二種の弾芯が比重の違いから空中回転を起こして急速に威力を減少させる様に設計されている。
L191　曳光弾
かつてはSS191と呼ばれていた。弾体後部に燃焼火薬が挿入されており、200m先まで燃え続ける。弾道特性は上記のSS190とほぼ同じものであり、弾頭には識別のため赤色のマーキングがされている。このSS191は民間人による所有が禁じられている。
SS192　ホローポイント弾
アルミ製弾芯のホローポイント弾であるが、弾頭には穴（ホロー）は開いていない。上述の通りFN社はSS192の開発を止めており、現在では後継のSS195LFが開発されている。
SB193　亜音速弾
かつてはSS193と呼ばれていた。弾頭は3.6gのシエラ・ゲームキング船形(Boat Tail)フルメタルジャケット弾を使用する。弾速が遅いため、サプレッサーを使用した場合、通常弾が発する甲高い銃声を抑えることができるほか、リコイルも通常弾より小さい。欠点は弾速が遅いため、射程が短く貫通力も低いという点である。識別のために弾頭は白色に塗られている。この弾丸も民間所有は禁じられている。
T194　教練弾
T194はSS192のプロトタイプである。殆ど外見はSS192と同様であるが、弾頭は緑色に塗られており、プライマーが銀色であるために区別がつく。弾体重量、初速ともにSS192と後述するSS195と同じである。このT194は2002年に製造が中止された。
SS195LF　非鉛弾
SS195LFはSS192と同様の弾道特性を示す弾であるが、プライマーと弾頭に鉛を使用していない。弾体重量は1.77gであり弾芯にはアルミが使用され、銅で覆われている。SS195LFはSS192と異なり、弾頭には穴（ホロー）が開いており、色も塗られていない。またプライマーが銀色をしている。この弾丸は民間人による所有が認められている。
SS196SR　スポーツ弾薬
2.6gのホーナディー製V-Max弾頭を使用するSS196SRの特徴は、上述の通り先端がポリカーボネートでできており弾着と同時に弾が膨らむほか、弾頭が赤色に塗られている点である。現在では生産は中止されており、後継のSS197SRが発売されているが、アメリカの民間市場では売れ残っているSS196SRが今でも手に入る。
SS197SR　スポーツ弾薬
イタリアの装弾メーカー、フィオッキはFNと契約してSS197SRを生産している。SS196SRの後継ではあるが、装薬量が多少多いため、SS196SRと比べて初速が若干向上している。弾頭は青色に塗られている。発売当初は青色と黒色の箱に詰められていたが、後に従来型の白色の箱に詰められて販売されるようになった。このSS197SRも民間人の所有が許可されている。
SS198LF　非鉛弾
SS195LFの装薬を増やしたもので、貫通力がSS190には及ばないものの若干向上している。この弾薬を所有することは違法ではないが、FNは社の方針として販売を軍及び法執行機関に制限している。弾頭は緑色に塗られている。
その他各弾薬メーカーによっても製造・販売は行われている。

## 仕様
|                | SS190                | L191                 | SS192                | SB193                | T194                 | SS195LF                    | SS196SR              | SS197SR              | SS198LF              |
| -------------- | -------------------- | -------------------- | -------------------- | -------------------- | -------------------- | -------------------------- | -------------------- | -------------------- | -------------------- |
| 弾重量         | 2.0 g (31 gr)        | 2.0 g (31 gr)        | 1.8 g (28 gr)        | 3.6 g (55 gr)        | 1.8 g (28 gr)        | 1.8 g (28 gr)              | 2.6 g (40 gr)        | 2.6 g (40 gr)        | 1.8 g (28 gr)        |
| 銃口初速       | 716 m/s (2,350 ft/s) | 716 m/s (2,350 ft/s) | 716 m/s (2,350 ft/s) | 305 m/s (1,000 ft/s) | 716 m/s (2,350 ft/s) | 716 m/s (2,350 ft/s)       | 549 m/s (1,800 ft/s) | 594 m/s (1,950 ft/s) | 762 m/s (2,500 ft/s) |
| 銃口エネルギー | 534 J (394 ft·lbf)   | 534 J (394 ft·lbf)   | 467 J (343 ft·lbf)   | 163 J (120 ft·lbf)   | 467 J (343 ft·lbf)   | 467 J (343 ft·lbf)         | 393 J (290 ft·lbf)   | 461 J (340 ft·lbf)   | 508 J (374 ft·lbf)   |
| 弾頭の種類     | FMJ "AP"             | FMJ 曳光弾           | JHP                  | FMJBT                | JHP                  | JHP                        | V-Max                | V-Max                | JHP                  |
| 射程           | 200 m (655 ft)       | 200 m (655 ft)       | 200 m (655 ft)       | 50 m (165 ft)        | 200 m (655 ft)       | 200 m (655 ft)             | 150 m (490 ft)       | 150 m (490 ft)       | 200 m (655 ft)       |
| カラーコード   | 無地, 黒または白/黒  | 赤または赤/黒        | 無地 JHP             | 白/灰色              | 緑                   | 無地 JHP w/ 銀色の下地処理 | 赤 V-Max             | 青 V-Max             | 緑                   |
| 民間による所有 | 不可                 | 不可                 | 可 (廃止)            | 不可                 | 不可 (廃止)          | 可                         | 不可 (廃止)          | 可                   | FN社により制限       |

銃口初速と銃口エネルギーはP90の26.4 cm（10.4 in）銃身から発射された時の数値である。

PS90の40.74 cm (16.04 in)の長い銃身から発射した場合、SS195LFの銃口初速は約60 m/s (200 ft/s)速く、SS197SRの銃口初速は約45 m/s (150 ft/s)速い。

Five-seveNの12.2 cm (4.8 in)の短い銃身から発射した場合にはSS195LFの銃口初速は約90 m/s (300 ft/s)遅くなり、SS197SRの銃口初速は約60 m/s (200 ft/s)遅くなる。

## 採用火器
FN社の製品の他はAR-57などごく少数である。大手メーカーではスターム・ルガーがRuger-57で初めて採用した。
- FN Five-seveN
- FN P90
- FN PS90
- AR-57
- ケルテックP50[17]
- スターム・ルガー Ruger-57（英語版）
- STキネティクス CPW
- CMMGバンシー[18]
- S&W M&P 5.7
- PSA 5.7 ロック（英語版）